# Futoshi Ōtake
Futoshi Ōtake (jap. 大竹 太志, Ōtake Futoshi; * 12. September 1974 in der Präfektur Niigata) ist ein ehemaliger japanischer Nordischer Kombinierer.

## Werdegang
Ōtake trat in der Saison 1992/93 erstmals international in Erscheinung, als er im zweitklassigen B-Weltcup einen Punkt gewinnen konnte. Darüber hinaus versuchte er sich in dieser Saison in Szczyrk auch im Skisprung-Europacup, verpasste mit Rang 40 allerdings die Punkteränge. Im Februar 1995 nahm Ōtakean der Winter-Universiade in Jaca teil und gewann im Einzelwettkampf in der Nordischen Kombination Bronze, ehe er gemeinsam mit Yukitaka Fukita, Hiroki Uesugi und Noritaka Kasama die Silbermedaille beim Teamspringen gewann. Am Dreikönigstag 1996 erreichte Ōtake beim Gundersen Einzel in Schonach den neunten Platz und erzielte so seine ersten Punktgewinne im Weltcup. Rund einen Monat später belegte er in Murau den siebten Platz, was seine beste Einzelplatzierung im Weltcup bleiben sollte. Die Saison 1995/96 schloss er auf dem 24. Platz in der Weltcupgesamtwertung ab. Im darauffolgenden Winter startete Ōtake im B-Weltcup in die Saison, wo ihm in Klingenthal sein erster und einziger Sieg in dieser Wettkampfserie gelang. Zwei Wochen später erreichte er als Zweiter beim Gundersen Einzel von der Großschanze in Liberec erneut das Podest. Am 30. Januar 1997 belegte er gemeinsam mit Tsugiharu Ogiwara und Kenji Ogiwara den dritten Platz beim Weltcup-Teamwettbewerb im heimischen Hakuba. Bei den Nordischen Skiweltmeisterschaften 1997 in Trondheim belegte er Rang 40 im Gundersen Einzel und auch im Team mit Tsugiharu Ogiwara, Takashi Ueno und Kenji Ogiwara reichte es als Neunter nur zu den mittleren Plätzen. Zwei Jahre später platzierte er sich bei den Nordischen Skiweltmeisterschaften 1999 in der Ramsau erneut im Mittelfeld, sodass er sich im Sprint mit Rang 32 sowie im Gundersen Einzel mit dem 42. Platz zufriedengeben musste. Im Teamwettbewerb kam er nicht zum Einsatz. In den folgenden Jahren kam Ōtake hauptsächlich im B-Weltcup zum Einsatz, wo er in der Saison 1999/00 zwei Podestplatzierungen erzielen konnte und in der Gesamtwertung den zwölften Rang erreichte. Im Frühjahr 2002 beendete er seine Karriere.

## Statistik

### Platzierungen bei Weltmeisterschaften
| Jahr und Ort   | Wettbewerb   | Wettbewerb | Wettbewerb |
| Jahr und Ort   | Gundersen NS | Sprint GS  | Team       |
| -------------- | ------------ | ---------- | ---------- |
| 1997 Trondheim | 40.          | –          | 09.        |
| 1999 Ramsau    | 42.          | 32.        | –          |

### Weltcup-Platzierungen
| Saison  | Platz | Punkte |
| ------- | ----- | ------ |
| 1995/96 | 024.  | 360    |
| 1996/97 | 038.  | 194    |
| 1997/98 | 042.  | 207    |
| 1998/99 | 037.  | 270    |

### Continental-Cup-Platzierungen
Nordische Kombination
| Saison  | Platz | Punkte |
| ------- | ----- | ------ |
| 1992/93 | 048.  | 001    |
| 1999/00 | 012.  | 160    |

Skispringen
| Saison  | Platz | Punkte |
| ------- | ----- | ------ |
| 1995/96 | 283.  | 001    |
| 1997/98 | 249.  | 010    |